# Rasmus Sterobo

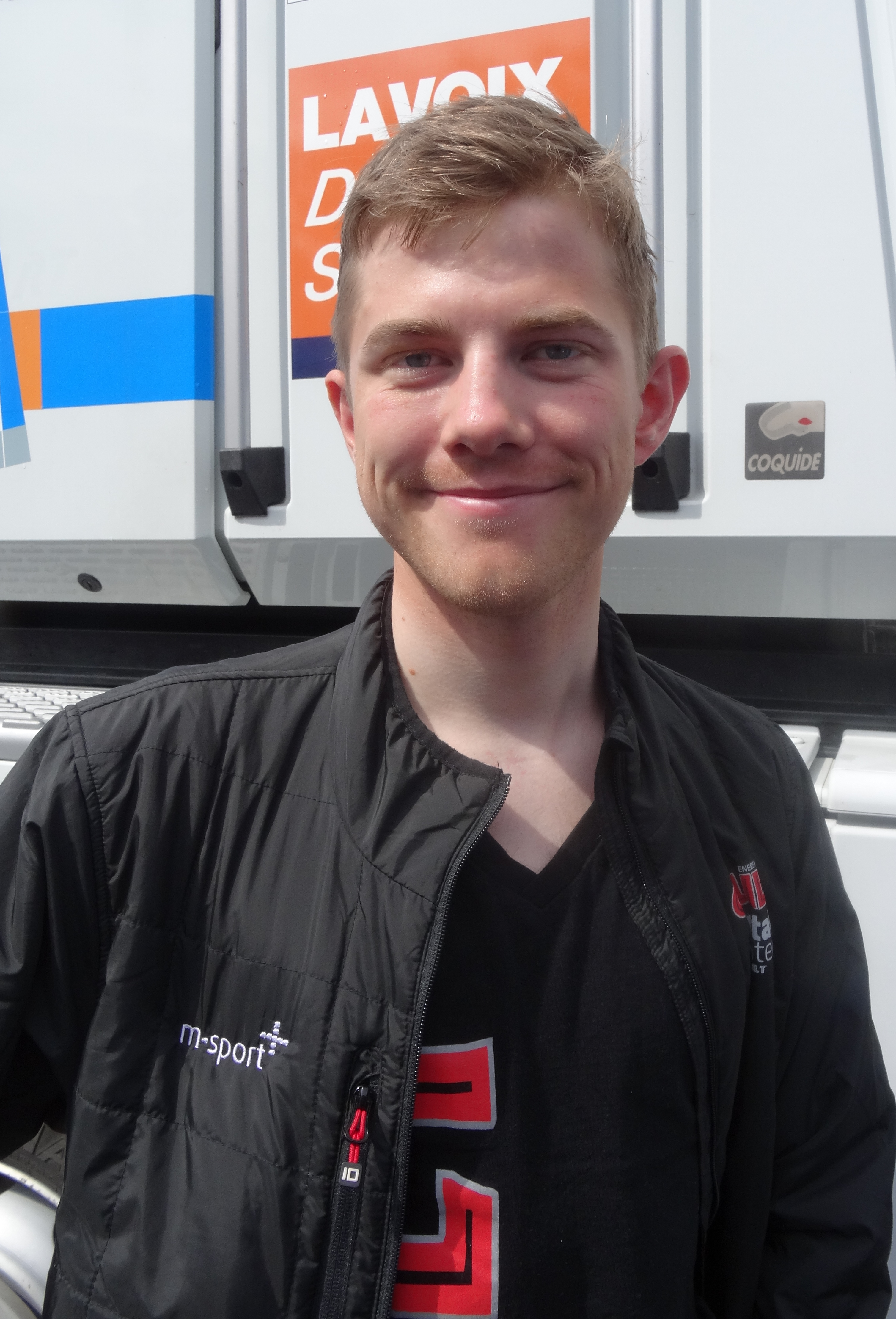
Rasmus Sterobo (2014)

Rasmus Sterobo (* 11. August 1991) ist ein dänischer Straßenradrennfahrer.
Rasmus Sterobo begann seine Karriere 2010 bei dem dänischen Team Energi Fyn. In seinem ersten Jahr dort wurde er Siebter im Einzelzeitfahren der nationalen U23-Meisterschaft. Seit 2012 fährt er für das Continental Team Glud & Marstrand. Mit der Mannschaft wurde er 2012 dänischer Meister im Teamzeitfahren. Außerdem wurde er bei der nationalen U23-Meisterschaft Zweiter im Zeitfahren und Dritter im Straßenrennen. Bei der Europa- und bei der Weltmeisterschaft belegte er im U23-Einzelzeitfahren jeweils den siebten Platz.

## Erfolge
2012
- Dänischer Meister – Teamzeitfahren

2013
- Prolog Course de la Paix (U23)

## Teams
- 2010 Team Energi Fyn
- 2011 Team Energi Fyn
- 2012 Glud & Marstrand-LRØ
- 2013 Team Cult Energy
- 2014 Cult Energy Vital Water